# Willem Bolding
Willem Bolding (Buiksloot, 25 september 1750 - Gouda, 27 november 1834) was een Nederlandse baljuw, maire en gemeentebestuurder.

## Leven en werk
Bolding werd in 1750 in Buiksloot geboren als zoon van Arent Bolding en Reimina Alkmaar. Hij was aanvankelijk secretaris van zijn geboorteplaats Buiksloot. Omstreeks 1790 vestigde  Bolding zich in Gouda. Hij werd na de omwenteling in 1795 benoemd tot lid van de municipaliteit, het gemeentebestuur, van Gouda. Ook vervulde hij in de periode 1795 t/m 1811 meerdere malen de functie van schepen van Gouda en commissaris over 's Lands gemeene middelen. Vanaf 20 juli 1798 werd hij baljuw van Gouda in de plaats van de ontslagen baljuw Hanzo Lemstra van Buma. In 1805 werd hij door het departementaal bestuur van Holland voor een periode van zes jaar benoemd tot baljuw en schout van Gouda en van de (voormalige) ambachtsheerlijkheden Bloemendaal, Broek, Thuil en 't Weegje en Broekhuizen en van Gouderak. In 1812 was hij maire van Gouderak. In de periode na de Franse tijd was hij rentenier te Gouda en vervulde hij in zijn woonplaats de functies van lid van de gemeenteraad en van wethouder.
Bolding was drie maal getrouwd. Op 21 mei 1782 trouwde hij  te Buiksloot met Neeltje de Bruyn, op 12 juli 1786 trouwde hij te Geertruidenberg met Maria van Dongen en in 1796 met Maria Wilhelmina Perk, waarvoor hij op 1 mei 1796 in Gouda in ondertrouw ging. Bolding overleed in november 1834 op 84-jarige leeftijd in zijn woning op de Gouwe te Gouda.